# Søllested-Skovlænge-Gurreby Sogn
Søllested-Skovlænge-Gurreby Sogn er et sogn i Lolland Vestre Provsti (Lolland-Falsters Stift). Det blev dannet 27. november 2016 ved sammenlægning af Søllested Sogn, Skovlænge Sogn og Gurreby Sogn.
Alle 3 sogne havde hørt til Lollands Sønder Herred i Maribo Amt. Begge sognekommunerne Søllested og Skovlænge-Gurreby blev ved kommunalreformen i 1970 indlemmet i Højreby Kommune, der ved strukturreformen i 2007 indgik i Lolland Kommune.
I sognet ligger Søllested Kirke, Skovlænge Kirke og Gurreby Kirke.